# Werner Raditschnig
Werner Raditschnig (* 21. November 1948 in Villach/Kärnten) ist ein österreichischer Komponist und Gitarrist.

## Ausbildung
Werner Raditschnig belegte in den Jahren von 1972 bis 1976 Kompositions- und Analysekurse bei den Internationalen Ferienkursen für Neue Musik in Darmstadt sowie Kurse für Neue Musik bei Mauricio Kagel in Köln. Von 1975 bis 1986 studierte er am Mozarteum Salzburg Gitarre bei Barna Kováts, Kontrabass bei Alfred Bürgschwendtner und Live-Elektronik-Komposition bei Andor Losonczy.

## Künstlerische Tätigkeiten
Von 1971 bis 1974 war Raditschnig künstlerischer Leiter des Ensembles „Schallmomente“, das seine Werke in Form von kollektiven Kompositionen, Improvisationen, Interaktionen und Klangaktionen schuf. Im Jahr 1975 initiierte er die Gruppe „Guttenberg“, die dadaistisch-musikalisch-politischen Aktionismus zusammen mit Erwin Hörl, Gerhard Laber und einem weiteren Musiker betrieb. Von 1975 bis 1982 realisierte er über 20 Kompositionen Elektronischer Musik im Elektronik-Studii des Mozarteums u. a. Lied der Erde, Silent Night, Keine Gefangenen.
Von 1983 bis 1990 arbeitete Radtischnig mit dem Percussionisten Gerhard Laber im Duo „Tauto“. Im Jahr 1989 gründete er gemeinsam mit dem Regisseur und Produzenten Herbert Gantschacher die „Arbeitsgemeinschaft für Neues Musiktheater“, aus der dann 1992 ARBOS – Gesellschaft für Musik und Theater entstand. Im Jahr 1990 war Raditschnig der Initiator und Kurator des Projektes „Die Macht der Klänge“ und präsentierte Künstler wie Gunter Schneider, Josef Klammer, Seppo Gründler, 440 Hertz, Wolfgang Mitterer, Wolfgang Musil oder Werner Cee. Im Jahr 2002 arbeitete er am Festival „Schallortung“ im Toihaus Salzburg.
Raditschnig spielte auf Festivals für neue Musik beim Aspekte Festival in Salzburg, den Tagen für Neue Musik in Bozen, der langen Nacht der Neuen Klänge in Wien, dem Neuen Musikforum Viktring, bei den Konfrontationen in Nickelsdorf, dem Ulrichsberger Kaleidophon, den Kunstvereinen in Wien und Klagenfurt sowie dem Brucknerhaus in Linz.
Werner Raditschnig unterrichtet Gitarre an der Musikschule in Rosenheim in Bayern und lebt und arbeitet in Salzburg.

## Auszeichnungen
- 1974: 3. Preis beim Wettbewerb für Elektronische Musik der Internationalen Gesellschaft für Neue Musik – IGNM Österreich[2]
- 1974: Arbeitsstipendium der Salzburger Landesregierung[2]
- 1976: Staatsstipendium für Komposition der Republik Österreich[2]
- 1988: Staatsstipendium für Komposition der Republik Österreich[2]

## Werke (Auswahl)

### Ensemblemusik
- Anaxamatis 3 – Quartett für Klarinette, Perkussion, Gitarre und Violine (1972)[3]
- Verzeihen Sie, aber die Musik … – Quartett für Flöte, Klarinette, Posaune und Harmonium mit Solostimme (1975)[3]
- März – für zwei Klarinetten, zwei Tenorsaxophone, Bassklarinette, Sopransaxophon, Perkussion, Violoncello und Elektrische Gitarre mit Solostimmen Sopran, Tenor und Bass (1985)[3]
- Vielleicht morgen – Trio für Gitarre, Klavier und Elektrische Bassgitarre mit Solostimme Sopran (1986)[3]
- Klaviertrio – für Perkussion, Klavier und Elektrische Gitarre (1988)[3]
- Realtime – für Trompete, Posaune, Gitarre und Tonbandzuspielung (1989)[3]
- Farbenwechseltausch – Posaune, Perkussion und Elektrische Gitarre mit Tonbandzuspielung (1989)[3]
- living guitars – Quartett für vier Gitarren mit zwei Samplern (1991)[3]
- Der Schädel – Quartett für Flöte, Saxophon, Posaune und Holzperkussion mit Sampler, Synthesizer und Solostimme (1991)[3]
- Das Sommerhaus – Vokalquintett für Flöte, Posaune, Tuba, Perkussion und Kontrabass (1992)[3]
- Klaps – Trio für Sopransaxophon, Violine und Kontrabass (1993)[3]
- Blechlied – Trio für Trompete, Tenorhorn und Baritonhorn (1993)[3]
- Gesang der Narren – Acht Lieder, Quartett für Flöte, Klarinette, Perkussion und Viola mit Solostimmen Sopran und Knabensopran (1994)[3]
- Fragment eines Segens – Trio für Tuba, Perkussion und Akkordeon mit zwei Sprecherinnen (1994)[3]
- Parkmusik – Trio für Tuba, Perkussion und Akkordeon (1994)[3]
- Die andere Seite der Stille – Vokalquartett für Flöte, Tuba, Perkussion und Viola (1995)[3]

### Solomusik
- Hörproben – Solo für gehörprobenden Gitarristen (1972)[3]
- Solo für Lift und bewegliche Klänge – Solo für Klarinette (1973)[3]
- Play Part I – Solo für Gitarre mit Tonbandzuspielung (1975)[3]
- Etüde Nr. 1 – Solo für Gitarre (1978)[3]
- Etüde Nr. 2 – Solo für Gitarre (1978)[3]
- Etüde Nr. 3 – Solo für Gitarre (1978)[3]
- Was tun? – Solo für Gitarre (1979)[3]
- Kranichsteiner Gesänge – Solo für Gitarre (1979)[3]
- Glissandra – Etüde Nr. 4, Solo für Gitarre (1979)[3]
- Früh- bis Spätstücke – Solo für Gitarre (1981)[3]
- Die Alm ist hin – Solo für Gitarre (1982)[3]
- Zyklus 1 – Solo für Westerngitarre (1982)[3]
- Ich möchte damit natürlich nicht behaupten – Solo für Gitarre (1983)[3]
- Bewegungen oder Der glitschige Weg der Begierde – Solo für Gitarre (1983)[3]
- Beziehungen oder Der Biß in die Unterlippe – Solo für Gitarre (1983)[3]
- Liebeslied – Solo für Gitarre (1984)[3]
- Yeah Guitar – Solo für Gitarre (1984)[3]
- Franz – Solo für Gitarre (1986)[3]
- Gottlieder – Solo für Gitarre (1986)[3]
- Klavier – Solo für Klavier (1986)[3]
- Nachtstück – Solo für Gitarre (1998)[3]

### Elektronische Musik
- Gitarrestück V – Zuspielung vom Tonband (1975)[3]
- Guitar meets Generator – Zuspielung vom Tonband (1976)[3]
- Ablöse – Zuspielung vom Tonband, UA Istanbul (1976)[3]
- Silent night – Zuspielung vom Tonband, UA Brüssel (1977)[3]
- Hitler – Zuspielung vom Tonband, UA Mozarteum (1978)[3]
- Eisklang – Live-Elektronik-Aktion aus einer Tonne schmelzender Eisskulpturen mit W. Musil und Norbert Gruber, UA ARGEkultur Salzburg (1990)[3]
- ...et in terra pax – aus 4 Lautsprechern – Teil 1, Version für Cello (Einspielung: Johanna Kotschy), UA Mozarteum Salzburg (2008)[3]
- Different Outputs – elektroakustische Musik, UA Mozarteum Salzburg (2009)[3]
- Interludium – szenische Aktion und Zuspielung (2010)[3]
- 12 Spuren – Installation mit Rohren und Lautsprecher, UA Kunstverein ESC Graz (2010)[3]
- Die Idee der skulpturalen Musik – Analyse einer elektroakustischen Komposition, UA Stadtgalerie Lehen, Salzburg (2012)[3]
- Eisklang – elektroakustische Performance, UA Wien (2012)[3]
- Asche ist furchtlos – Elektroakustische Komposition mit Aktionen, UA Salzburg (2013)[3]

### Bühnenmusik
- Flucht vor Algol – für Gitarre, Sprecher (männlich) und Tänzer, UA Elisabeth Bühne Salzburg (1983)[3]
- Passagen – neues Musiktheater nach Texten von Erich Fried und Peter Waterhouse, UA Salzburg (1988–1989)[3]
- Merlin – für Klarinette, Bassklarinette, Elektrische Gitarre, Elektronik (live) und Tonbandzuspielung sowie Solostimmen Sopran und Tenor, UA Jugendmusikforum Hallein (1995)[3]
- Die Mauern von Jericho – szenisches Oratorium mit Klangskulpturen von Gunter Demnig, UA Kollegienkirche Salzburg (1996)[3]
- Offenes Feld – für Violoncello, Elektronik und fünf Sprecher, UA Toihaus - Theater am Mirabellplatz (1996)[3]
- Schnee und Tod – Musiktheater in Zusammenarbeit mit Dzevad Karahasan, UA ARBOS - Gehörlosentheater (2002)[3]
- Weißer Schnee bedeckt des Lebens Röte – Choreographisches Konzert mit Sonetten von W. Shakespeare, UA Wien, Theater des Augenblicks (2004)[3]

## Diskografie (Auswahl)
- Tauto – Extraplatte (Wien), EX 67 LP (1986)[3]
- Der Schädel – Extraplatte (Wien), EX 143 CD (1991)[3]
- Der Eisenhammer – Klangbild aus Metall – Extraplatte (Wien), EX 214 CD (1995)[3]
- autoerotico stomp: Aluphon – Extraplatte (Wien), EX 248-2 CD (1995)[3]
- Die Mauern von Jericho – ARBOS 04, CD (1996)[3]
- UROBOS: Project Time – Prometheus Sound Arts (Singapore), CD (2001)[3]
- Abtastungen – ORF Edition Zeitton (Wien) (2001)[3]
- Das Ziel der Verschollenen – 10 Hörbilder, ARBOS 10, CD (2006)[3]